# Yūjirō Motora
Yūjirō Motora (jap. 元良勇次郎 Motora Yūjirō; ur. 5 grudnia 1858 w Sanda, zm. 13 grudnia 1912) – japoński psycholog, pionier nowoczesnej psychologii w Japonii, profesor psychofizyki na Cesarskim Uniwersytecie Tokijskim, autor pierwszego podręcznika psychologii w języku japońskim.

## Życiorys
Drugi syn samuraja Yutaki Sugity i jego żony Sugi Sugity, z domu Motoyama. Po śmierci ojca adoptowany przez Soemona Motorę. W 1881 ożenił się z Yone Motora, drugą córką swojego ojczyma. Mieli pięcioro dzieci.
Uczył się od 1875 do 1884 w anglojęzycznej szkole Doshisha College w Kioto, gdzie był uczniem Josepha Hardy’ego Neesimy. Następnie wyjechał do Stanów Zjednoczonych studiować filozofię i psychologię najpierw na Boston University, a potem na Johns Hopkins University. W 1888 otrzymał tytuł doktora filozofii, po przedstawieniu dysertacji Exchange, Considered as the Principle of Social Life przygotowanej pod kierunkiem G. Stanleya Halla. Od 1890 profesor psychofizyki na Cesarskim Uniwersytecie Tokio, w tym samym roku wydał podręcznik psychologii, pierwszy w języku japońskim. W 1891 otrzymał tytuł doktora literatury (bungaku-hakushi). W 1905 roku na Międzynarodowym Kongresie Fizjologicznym w Rzymie przedstawił referat Idea of ego in the Eastern philosophy (pol. Pojęcie ego w filozofii Wschodu).
Motora uważany jest za pioniera japońskiej psychologii. W 1903 przy jego katedrze powstało pierwsze w kraju laboratorium psychologiczne, od 1904 roku Motora prowadził dwuletni kurs psychologii dla studentów. Uczniami Motory byli m.in. Tomokichi Fukurai, Hikozo Kakise, Ryokichi Wakita i Matatarō Matsumoto.
Odznaczony Orderem Wschodzącego Słońca trzeciej klasy. Członek Japońskiej Akademii Nauk.
Autor wielu prac w języku japońskim, angielskim i niemieckim. Tłumaczył na japoński prace Wundta i Halla. Był twórcą oryginalnej teorii przewodzenia impulsów nerwowych. Dzieło Shinrigaku gairon zostało wydane już pośmiertnie; zawiera syntezę poglądów psychologicznych Motory.

## Wybrane prace
- Hall, Motora. Dermal sensitiveness to gradual pressure changes. American Journal of Psychology 1 (1), 1887
- Exchange considered as the principle of social life. Johns Hopkins University, 1888
- 倫理学 / Rinrigaku. Tokyo, 1893
- A study on the conductivity of the nervous system. Shinkeigaku Zasshi, 1902
- A Study on the Conductivity of the Nervous System. American Journal of Psychology 14 (3/4), ss. 329-350, 1903
- An essay on Eastern philosophy: Idea of ego in Eastern philosophy. Leipzig: Voigtländer, 1905
- 論文集 / Ronbunshū. Tokyo: Kōdōkan, 1909
- Ein Experiment zur Einübung von Aufmerksamkeit. Zeitschrift für Kinderforschung 16, ss. 214-225, 1911
- 心理学概論 / Shinrigaku gairon. Tokyo: Teibi Shuppansha, 1915